# اندام تراشه
اندام تراشه (انگلیسی:Organ-on-a-chip) یک تراشه ۳ بعدی چند کاناله (کانال‌ها توسط مایع پر می‌شوند) با ابعادی در حدود ۳۵ میلی‌متر طول و ۱۵ میلی‌متر عرض با جنس پلیمر سیلیکونی یا پلاستیک برای شبیه‌سازی تمامی سیستم‌ها فعالیت‌ها و فرایندهای فیزیولوژیک یک اندام و دستگاه کامل می‌باشد و در واقع می‌توان از آن به عنوان یک اندام مصنوعی کوچک یاد کرد. قبلاً دانشمندان از این روش‌های تستی زیست درمانی تنها بر روی حیوانات استفاده می‌کردند که عموماً قابل تعمیم به انسان نبود یا در محیط‌های کشت آزمایشگاهی انجام می‌گرفت که به سلول‌ها اجازه نمی‌داد آن طور که در بدن انسان بودند فعالیت داشته باشند. ایده این تکنولوژی جدید اولین بار توسط دونالد اینگبر و تیمش ارائه و نمونه‌های اولیهٔ آن انجام شد.
همگرایی و تقارب و پیشرفت زیست تراشه و زیست‌شناسی سلولی این اجازه را به بشریت داده تا بتوانند فرایندهای فیزیولوژیک مخصوص هر اندام را (که بسیار پیچیده و شامل سیستم‌های چندمسیره و جند سلولی است) به شیوه‌ای جدید و در آزمایشگاه انجام دهد. این تکنولوژی باعث می‌شود که دیگر برای تولید دارو و آزمایش‌های سم‌شناسی نیازی به مدل‌های حیوانی نباشد و حیوانات آزمایشگاهی برای انجام اینگونه آزمایش‌ها آسیب نبینند و کشته نشوند.
از چالش‌های ساخت اندام‌تراشه می‌توان به طراحی انسانی بافت‌های پیچیدهٔ انسان، و قراردادن هر بخش در جای مناسب اشاره کرد.
در مدل‌های جدیدتر و با تولید دستگاه‌های چاپگر سه بعدی، ایجاد این تراشه‌ها با این چاپگرها نیز ممکن خواهد بود و تولید آن‌ها را بسیار ساده‌تر و کم‌هزینه تر خواهد کرد.

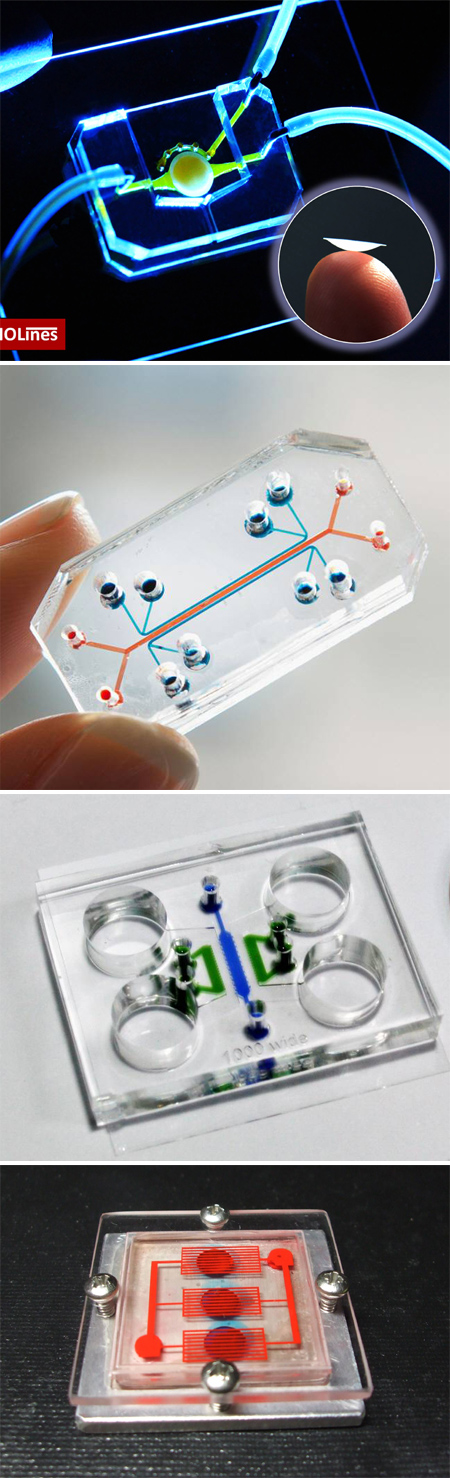
ارگان روی تراشه (چشم و شش)

با وجود تمام پیشرفت‌های انجام شده در این مبحث، همچنان این تکنولوژی در ابتدای مسیر خود قرار دارد. اندام تراشه برای ساخت نیاز به همکاری متخصصان علم‌های گوناگون می‌باشد همچنین شامل دقت و ظرافت و پیچیدگی‌های بسیاری در مبحث طراحی است و در نتیجه ساخت و انجام آن پروسهٔ بسیار زمان‌بری است.
تاکنون دانشمندان موفق شده‌اند اندام‌های نظیر پوست٬قلب٬شش٬کلیه٬شریان٬غضروف و استخوان را به‌وسیلهٔ این تکنولوژی روی تراشه شبیه‌سازی کنند.
برای ساخت یک اندام مصنوعی کامل و درست نه تنها نیاز به شبیه‌سازی و تولید سلول‌ها به صورت دقیق است بلکه به درک و فهم کامل از بدن انسان و فرایندهای آن نیز نیاز داریم. یکی از نگرانی‌هایی که در رابطه با اندام‌تراشه وجود دارد ایزوله بودن آن هنگام انجام آزمایش‌های می‌باشد. ویلیام هسلتین در این رابطه می‌گوید :اگر تا جای امکان به کل سیستم فیزیولوژیک کامل بدن نزدیک نشوید دچار مشکل خواهید شد.

## آزمایشگاه روی تراشه
این تراشه در واقع شبیه‌ساز یه آزمایشگاه روی یک تراشه است که انجام آزمایش‌های مختلف را در ابعاد کوچک و در زمان کوتاه میسر می‌سازد. این تراشه بیش از ۱۰ سال است که ابداع شده‌است. از مزایای آن می‌توان به ابعاد کوچک و قابل حمل بودن، 
کم کردن میزان مواد مصرفی (صرفه‌جویی و ایجاد دورریز کمتر) و افزایش قابلیت و توانایی کنترل فرایندها اشاره کرد. این تراشه به شناخت بهتر رفتار سلول‌ها و تأثیر مواد شیمیایی و سایر تحریک‌کننده‌های سلول و رشد و تکامل جنین کمک می‌کند.

## گذار از کشت سلولی سه بعدی به ارگان بر روی تراشه
کشت سلولی سه بعدی با در اختیار قرار دادن میزان بیشتر تمایز سلولی و سازماندهی بافتی از سیستم کشت دو بعدی پیشی گرفته است. سیستم های کشت سه بعدی موفق تر هستند زیرا انعطاف پذیری ماتریکس خارج سلولی این ویژگی را در اختیار ما میگذارد که بتوانیم تغییر شکل ها و همینطور ارتباط سلول با سلول که قبلا به واسطه بستر های انعطاف ناپذیر کشت دو بعدی ممکن نبود را داشته باشیم . با این وجود   حتی بهترین مدل های کشت سه بعدی هم در تقلید ویژگی های سلولی یک ارگان در بسیاری از جنبه ها شکست میخورند،از جمله ارتباط بافت با بافت (مثل: بافت پوششی و اندوتلیوم عروق)، شیب غلظت مواد که وابسته به مکان و زمانشان است، و همینطور فعال بودن مکانیکی ریز محیط ها (مثل انقباض و انبساط عروق در پاسخ به تفاوت های دمایی). به کاربردن ریز سیال ها در ارگان بر روی تراشه به ما اجازه توزیع و پخش بهینه مواد مغذی و سایر مواد محلول در ساختار های کشت بافت سه بعدی زنده را میدهد. از ارگان بر روی تراشه به عنوان موج بعدی کشت سلولی سه بعدی نام برده میشود که میتواند تمام فعالیت های زیستی یک ارگان زنده ، ویژگی های مکانیکی پویا و عملکرد های زیست شیمی آن را تقلید کند.

## ارگان‌ها

### شش
شش روی تراشه به ما کمک می‌کند تا فرایندهای آلوئولی و تنفسی را بررسی کنیم و مدل‌های فیزیولوژیک آزمایشگاهی را بهبود دهیم. این تراشه‌ها به ما کمک می‌کنند هرچه بیشتر ساختار و سیستم فیزیولوژیک و مکانیکی شش را بیشتر شناخته و بتوانیم روی آن آزمایش‌های مورد نیاز را انجام دهیم. سیستم‌های این تراشه از نظر ساختاری مکانیکی و شیمیایی دقیقاً مانند یک شش واقعی و کامل عمل می‌کند.

### قلب
تلاش‌های قدیمی برای شبیه‌سازی فرایندهای قلبی در آزمایشگاه به ویژه در سیستم‌های انقباضی و فیزیوالکتریک بسیار سخت بوده و استفاده از این سیستم جدید و میکروفلویدیک‌های بسیار باعث پیشرفت این شاخه از علم شده‌است.
در حال حاضر از این تراشه‌ها برای آزمایش روی کاردیومیوسیت‌ها استفاده می‌شود که سیگنال‌های الکتریکی را ایجاد و ضربان قلب را کنترل می‌کنند.

### کلیه
سلول‌های رنال کلیه و نفرون در حال حاضر به صورت موفقیت‌آمیز به وسیلهٔ میکروفلویدیک‌ها شبیه‌سازی شده‌اند. "این سلول‌ها قدم و راه جدیدی هستند در زمینه فعالیت سلول و اندام و می‌توانند در زمینه بررسی دارو مورد استفاده قرار گیرند.
«کلیه روی تراشه» فرایند پیدا کردن جانشین مصنوعی برای کلیهٔ از کار افتاده را تسریع می‌کند. امروزه بیماران برای دیالیز باید هفته‌ای ۳ مرتبه به کلینیک مراجعه کنند. اگر روش درمان قابل حمل‌تر و همچنین قابل دسترس‌تر برای این مشکل، موجود باشد، نه تنها به بهبود وضعیت سلامتی بیماران کمک می‌کند (به دلیل انجام بیشتر درمان)، بلکه روند درمان را تحمل‌پذیرتر و مؤثرتر می‌کند.

### شریان
مشکلات قلبی عروقی معمولاً به دلیل آسیب در ساختار و کارکرد رگ‌های کوچک خونی می‌باشند. شبیه‌سازی این رگ‌ها به وسیلهٔ این تکنولوژی نه تنها به شبیه‌سازی اندام و بررسی دقیق داروها روی آن کمک می‌کند بلکه کمک بسیار زیادی به شناخت و درک ما از ساختار و فعالیت رگ‌های کوچک می‌کند و این مسئله باعث می‌شود که روش‌های درمانی جدیدتر و بهتری برای حل مشکلات قلبی عروقی ابداع شود. روش‌های معمول بررسی این شریان‌های کوچک میوگرافی بر اساس فشار است که این روش نیاز به افراد حرفه‌ای جهت انجام نیاز دارد و خیلی دقیق نیست. شریان روی تراشه کمک می‌کند تا این بررسی دقیق، کم‌هزینه، و اتوماسیون شده انجام گیرد.

## انسان روی تراشه
محققان در تلاش هستند تا با ساخت یک تراشه ۳ بعدی چندکاناله، چندین ارگان بدن انسان را همزمان شبیه‌سازی کنند. اکثر اندام‌تراشه‌های تولید شده تا کنون تنها اختصاص به یک اندام دارند و بنابراین با آن‌ها نمی‌تواند تأثیرات سیستمیک داروها و چیزهای دیگر را روی بدن دید. با پیشرفت بیشتر در این زمینه، شرکت‌های داروسازی می‌توانند تأثیر یک دارو که برای اندام خاصی است را روی بقیه بدن مشاهده کنند و به این‌گونه داروهای مؤثرتر با عوارض کمتر ساخته شود.
البته ساخت این تراشه بسیار سخت‌تر از ساخت و ایجاد تنها یک ارگان است و تنها برنامه‌ای برای آینده است.

## جایگزینی تست‌های حیوانی
در گذشته و در مراحل ابتدایی تولید دارو تست دارو بر روی حیوانات آزمایشگاهی انجام می‌شد تا پاسخ‌های‌ احتمالی بدن انسان در مقابل آن دارو سنجیده شود. آزمایش روی حیوانات نیازمند زمان زیاد و هزینه زیاد است و همچنین اقدامی غیراخلاقی است زیرا در این حیوانات معمولاً بیماری‌ها و آسیب‌های ممکن برای بدن انسان شبیه‌سازی می‌شود و در بیشتر مواقع این حیوانات در انتهای آزمایش‌ها می‌میرند. برای همین این سیستم جدید که شبیه‌ساز بدن انسان در آزمایشگاه است و همچنین بسیار در دسترس‌تر است و کنترل بسیار زیادی روی فرایندهای آن وجود دارد بسیار مورد توجه است.به عنوان مثال مدل اندام تراشه بیماری ابولا که برای نخستین بار توسط علیرضا مشاقی و همکاران ابداع شد برای تست و توسعه داروهای جدید مورد استفاده قرار میگیرند.

## کشف پیچیدگی‌های ویروس کرونا با کمک اندام تراشه
برای تولید واکسن کرونا و داروهای ضد این ویروس، ابتدا دانشمندان باید بدانند که چرا این ویروس به راحتی و به سرعت گسترش می‌یابد و چرا با مقاومت ظاهراً کمی از سیستم ایمنی بدن به بدن ما حمله می‌کند. برای درک چگونگی ورود ویروس کرونا به بدن و آسیب رساندن به آن، تیم‌های مختلفی از محققان برجسته دانشگاهی، بیمارستان‌ها و مراکز پژوهشی در حال تحقیقات با استفاده از اندام تراشه در بافت‌های مختلفی از جمله بینی، دهان، چشم و ریه هستند.
شرکت Emulate با همکاری FDA تحقیقاتی انجام داده است که در آن از Lung-Chip برای ارزیابی ایمنی واکسن‌های کرونا و ایمنی محافظ در برابر ویروس استفاده خواهد شد. این مطالعه توسط مرکز ارزیابی و تحقیقات FDA’s Biologics (CBER) هدایت خواهد شد. هدف این پروژه مشترک، دست یابی به پاسخ یکی از مهم‌ترین سوالات مربوط به ایمنی محافظتی است.